# Canon EOS 1100D
La EOS 1100D è una fotocamera reflex digitale della Canon introdotta nel mercato a partire dal 2011. Si tratta del modello di base nel segmento delle reflex. Ha sostituito la EOS 1000D.
Ha un sensore CMOS da 12 megapixel, un sistema di messa a fuoco su 9 punti, la misurazione esposimetrica su 63 punti e ha la possibilità di registrare video in HD a 720p. Il corpo macchina non è stabilizzato e la fotocamera viene venduta in kit sia con obiettivi IS (stabilizzati) sia non stabilizzati.
Il monitor è di tipo TFT da 2,7 in da 230 Kpx, ha un angolo di visualizzazione di circa 170° e, in modalità Live View, offre una copertura dell'immagine del 100%, contro il 95% del mirino ottico.